# Missione Seduzione
Missione Seduzione è stato un docu-reality condotto da Lory Del Santo, andato in onda tra il 2010 e il 2011 su Lei.

## Il programma
In ogni puntata, viene raccontata la storia di una donna che non si piace più e vuole riconquistare il sex-appeal perso al fine di piacere di più a se stessa e agli altri.
Il programma si sviluppa in tre fasi. La prima fase è un test al quale viene sottoposta  la protagonista per capire i suoi errori nel relazionarsi con l'altro sesso. Lory Del Santo fa infatti incontrare alla donna tre uomini in una sorta di speed date al termine del quale daranno un loro (crudele) giudizio su come si è comportata.
Una volta analizzati i problemi Lory Del Santo prepara una sorta di terapia di recupero attraverso una prova Shock (seconda fase), che serve per far superare traumi e paure, e una prova Chic (terza fase) che serve per impartire lezioni di eleganza e seduzione.
Il programma si conclude con un test finale che testimonia i progressi della donna protagonista.

## Cast
- Conduttrice: Lory Del Santo
- Angels: Marian Kurpanov, Gianmario Pellegrini, Francesco Allegra
- Montaggio: Maria Grazia D'Andrea, Grazia Licari, Federica Rossi